# Coupe du monde de combiné nordique 1991-1992
Navigation
1990 — 1991 1992 — 1993
| \| Štrbské Pleso Courchevel Schonach Breitenwang Murau Lahti Trondheim Oslo \| Les sites des compétitions. |
| Štrbské Pleso Courchevel Schonach Breitenwang Murau Lahti Trondheim Oslo                                   |

La Coupe du monde de combiné nordique de 1992 est la huitième édition de cette compétition organisée par la Fédération internationale de ski. Elle a débuté le 14 décembre 1991 à Štrbské Pleso en Tchécoslovaquie et elle s'est terminé le 13 mars 1992 à Oslo.
La compétition a été remportée par le français Fabrice Guy qui a remporté 6 des 8 épreuves établissant un record de victoires en une saison. Ce record sera égalé par Kenji Ogiwara lors de la saison suivante et lors de la saison 1994-1995. Ce record est actuellement détenu par Hannu Manninen qui remporta 12 victoires lors de la saison 2005-2006.

## Informations générales

### Compétitions
Les compétitions ont eu lieu dans six pays différents du continent européen : Autriche (Breitenwang et Murau), Allemagne (Schonach), France (Courchevel), Finlande (Lahti), Norvège (Oslo et Trondheim) et Tchécoslovaquie (Štrbské Pleso).
Les épreuves furent toutes individuelles. Les Jeux olympiques ont eu lieu en février 1992 et ne comptaient pas pour le classement de la coupe du monde. Par conséquent, la coupe du monde a fait une coupure en février.

### Points
| place  | 1  | 2  | 3  | 4  | 5  | 6  | 7 | 8 | 9 | 10 | 11 | 12 | 13 | 14 | 15 |
| points | 25 | 20 | 15 | 12 | 11 | 10 | 9 | 8 | 7 | 6  | 5  | 4  | 3  | 2  | 1  |

## Classements finaux
| Rang | Nom                 | Pays            | Points |
| ---- | ------------------- | --------------- | ------ |
| 1    | Fabrice Guy         | France          | 170    |
| 2    | Klaus Sulzenbacher  | Autriche        | 128    |
| 3    | Fred Børre Lundberg | Norvège         | 123    |
| 4    | Klaus Ofner         | Autriche        | 69     |
| 5    | Trond Einar Elden   | Norvège         | 50     |
| 6    | Knut Tore Apeland   | Norvège         | 43     |
| 7    | Frode Moen          | Norvège         | 42     |
| 7    | Sylvain Guillaume   | France          | 42     |
| 9    | Andreas Schaad      | Suisse          | 35     |
| 9    | František Maka      | Tchécoslovaquie | 35     |

| Rang | Nations         | Points |
| 1    | Norvège         | 349    |
| 2    | Autriche        | 294    |
| 3    | France          | 259    |
| 4    | Allemagne       | 160    |
| 5    | Suisse          | 101    |
| 6    | Japon           | 82     |
| 7    | Russie          | 66     |
| 8    | Tchécoslovaquie | 35     |
| 8    | Pologne         | 35     |
| 10   | États-Unis      | 33     |

## Résultats
| 14 décembre 1991            | Štrbské Pleso                      | Gundersen K90/15 km     | Fabrice Guy             | Fred Børre Lundberg     | Bård Jørgen Elden       |                         |                         |
| 21 décembre 1991            | Courchevel                         | Gundersen K90/15 km     | Fabrice Guy             | Klaus Sulzenbacher      | Knut Tore Apeland       |                         |                         |
| 4/01/1992                   | Schonach (Coupe de la Forêt-noire) | Gundersen K90/15 km     | Fabrice Guy             | Fred Børre Lundberg     | Klaus Sulzenbacher      |                         |                         |
| 11 janvier 1992             | Breitenwang                        | Gundersen K90/15 km     | Klaus Sulzenbacher      | Fred Børre Lundberg     | Milan Kučera            |                         |                         |
| 18 janvier 1992             | Murau                              | Gundersen K120/15 km    | Fabrice Guy             | Klaus Sulzenbacher      | Klaus Ofner             |                         |                         |
| 8/02/1992 - 23 février 1992 | Albertville                        | Jeux olympiques d'hiver | Jeux olympiques d'hiver | Jeux olympiques d'hiver | Jeux olympiques d'hiver | Jeux olympiques d'hiver | Jeux olympiques d'hiver |
| 28 février 1992             | Lahti                              | Gundersen K90/15 km     | Klaus Sulzenbacher      | Klaus Ofner             | Knut Tore Apeland       |                         |                         |
| 10 mars 1992                | Trondheim                          | Gundersen K120/20 km    | Fabrice Guy             | Trond Einar Elden       | Klaus Sulzenbacher      |                         |                         |
| 13 mars 1992                | Oslo                               | Gundersen K120/15 km    | Fabrice Guy             | Fred Børre Lundberg     | Sylvain Guillaume       |                         |                         |